# درازشاخکان
درازشاخکان (نام علمی: Adelidae) نام یک تیره از بالاخانواده برگ‌برنده‌واران است.